# Aleksandr Danilovich Aleksandrov
Aleksandr Danilovich Aleksandrov (em russo:  Алекса́ндр Дани́лович Алекса́ндров, transliterações alternativas: Alexandr ou Alexander (primeiro nome), e Alexandrov (último nome)) (Volyn, 4 de agosto de 1912 — Leningrado, 27 de julho de 1999) foi um matemático, físico, filósofo e alpinista soviético/russo.